# 郝水
郝水（1926年10月4日—2010年11月27日），原名世魁，後以爲字，男，内蒙古通辽人，中国细胞生物学家、植物遗传学家、教育家。东北师范大学教授、原校长、遗传与细胞研究所所长。

## 生平
1949年毕业于长春东北大学博物系。1959年于苏联列宁格勒大学获生物学副博士学位。1993年当选为中国科学院院士。

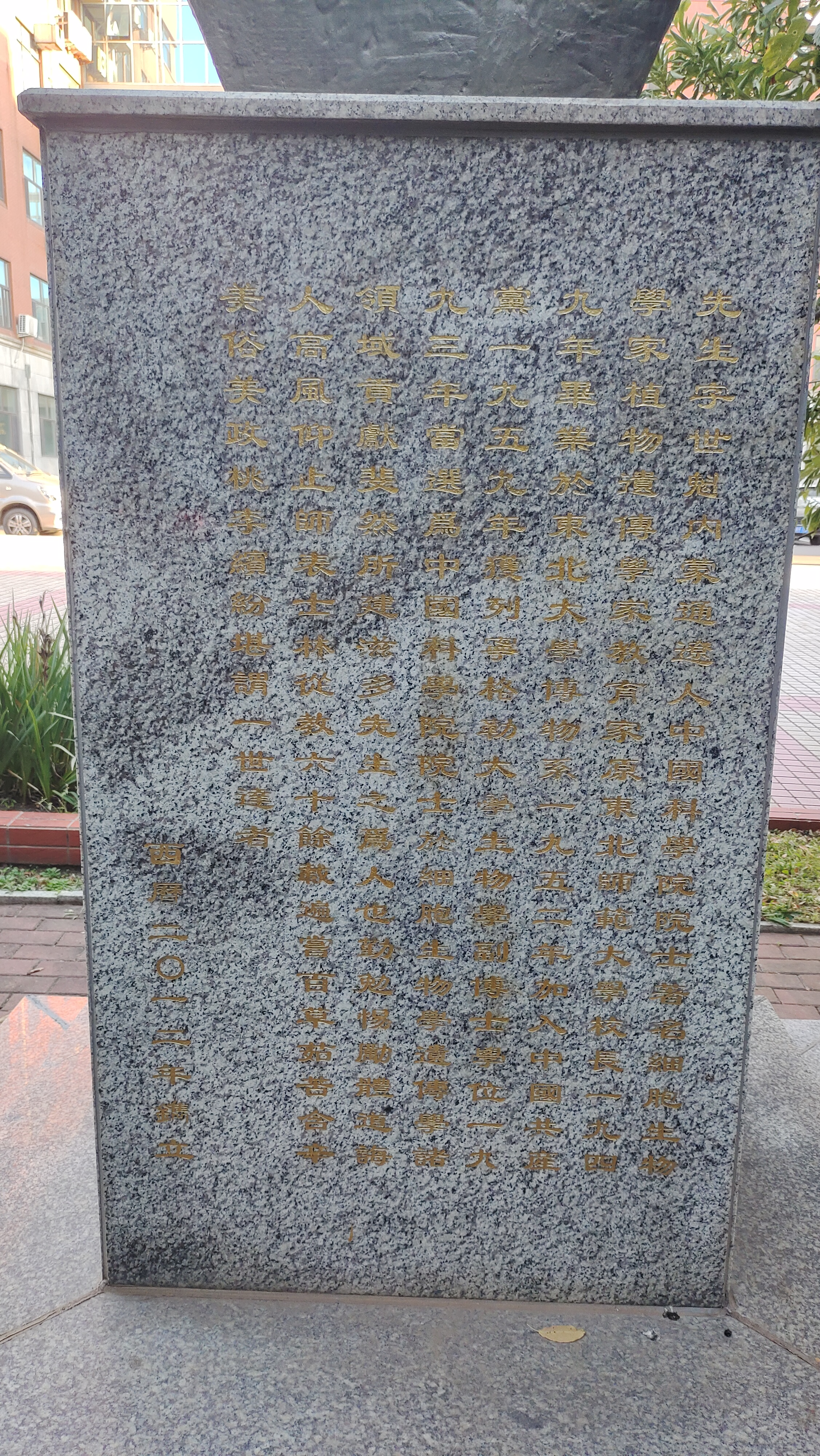
郝水塑像碑陰所刻傳文